# Kwon Jeong-saeng
Pour les articles homonymes, voir Kwon (homonymie).
Kweon Jeong-saeng (en hangeul : 권정생) est un écrivain sud-coréen né le 10 septembre 1937 et mort le 17 mai 2007 (à 69 ans).

## Biographie
Kweon Jeong-saeng est né sous le nom de Gyeong-su à Tokyo, au Japon, en 1937. Peu de temps après la Libération (le 15 août 1945), en 1946, il est revenu en Corée. Comme il était extrêmement pauvre, il n'a jamais reçu d'éducation formelle ; au lieu de suivre une scolarité normale, il travaille ici ou là en tant que commis, et recourt parfois à des paris ou à des jeux d'argent pour survivre. En 1967, il s'installe à Andong, dans la province de Gyeongsangbuk-do et travaille en tant que gardien d'église. Sa première publication s'intitule La Crotte du chien (Gang-aji ttong) ; elle a été publiée en 1969 dans le magazine Gidokgyo gyoyuk (Éducation chrétienne). En 1971, son histoire L'Ombre de l'agneau, Ttallangi (Agiyang-ui geurimja, Ttallang-i) lui permet de remporter le Concours littéraire du printemps parrainé par le journal Daegu Maeil Sinmun, et en 1973, Maman et la veste de coton (Mumyeong jeogori-wa eomma) lui permet de remporter le Concours littéraire organisé par le Chosun Ilbo.
Dans ses dernières années, il tombe malade, et décide alors de léguer tous ses biens à des organismes de bienfaisance en Asie et en Afrique, y compris ceux de Corée du Nord. Il a également demandé que sa maison soit détruite, que son corps soit incinéré et ses cendres soient dispersées dans les montagnes derrière sa maison.

## Œuvre
L'Institut coréen de traduction littéraire (LTI of Korea) résume son œuvre de cette manière :
« Ce sont ses propres expériences qui l'ont amené à grandir en tant qu'écrivain : pendant la période coloniale, Kweon a d'abord été élevé au Japon avec un père ouvrier travaillant là-bas. Il offre ainsi un éclairage nouveau sur la douleur et les peines des gens ordinaires pris dans la période turbulente de l'industrialisation de la Corée, mais il ne manque pas de laisser une note d'espoir derrière ces vies sombres. Dans ses œuvres, il tente de donner une expression à l'amour qu'il ressent pour tous les êtres vivants, pour les personnes qui conservent un sentiment d'espoir, même dans les plus grandes difficultés. Sensible au monde de l'enfance, Kweon est habile à restituer la vérité et l'innocence de la vie des enfants en contraste avec la corruption ou les préoccupations idéologiques des structures sociales qu'il a dénoncées. »
En 1996, son ouvrage La Crotte du chien (Gang-aji ttong) a été transformé en un livre d'images à succès pour enfants.

### Livres de jeunesse
- 한티재 하늘 Le Ciel Hantijae
- 점덕이네 La Maison de Jeomdeuk
- 몽실 언니 La Grande Sœur Mongsil
- 하느님의 눈물 Les Larmes de Dieu
- 바앗가 아이들 Les Enfants de la mer
- 사과나무밭 달님 La Lune dans la pommeraie
- 먹구렁이 기차 Le Train serpent
- 똥배가 보고 온 달나라 Le Monde de la lune qu'a vu Tolbae
- 남북 어린이가 함께 보는 전래동화 Contes pour les enfants du Nord et du Sud de la Corée

### Essais
- 우리들의 하느님 Notre Dieu
- 청춘 나그네들 위하여 Pour les jeunes rêveurs